# Cyril Huvé
 (octobre 2013).
Si vous disposez d'ouvrages ou d'articles de référence ou si vous connaissez des sites web de qualité traitant du thème abordé ici, merci de compléter l'article en donnant les références utiles à sa vérifiabilité et en les liant à la section « Notes et références ».
Pour les articles homonymes, voir Huvé.
Cyril Huvé, né le 9 février 1954 à Paris, est un pianiste français.

## Biographie
Cyril Huvé illustre les traditions du piano romantique que lui ont transmises ses maîtres, Claudio Arrau, qui a vu en lui « l’un de (s)es meilleurs continuateurs », Philippe Etchebest et Gÿorgÿ Cziffra. L’expérience qu’il a acquise dans les possibilités expressives du pianoforte et des claviers du XIXe siècle lui a permis d’intégrer la notion d’interprétation historiquement informée à un vaste répertoire. 
Cyril Huvé s’est produit dans de nombreux festivals et en soliste avec des orchestres tels que la Staatskapelle de Dresde ou The Orchestra of the Age of Enlightenment.

Une tournée aux États-Unis et en Amérique du Sud en 2012 — Bolivie, Mexique, Chili, Brésil — lui ont en particulier fourni l'occasion d'un récital en hommage à Claudio Arrau à Chillan, sa ville natale au Chili, d'une visite au cimetière municipal où celui-ci est enterré, et d'un partage au Museo interactivo Claudio Arrau où la bibliothèque de ses partitions, ses objets — dont son fameux clavier muet — et ses souvenirs personnels sont pieusement conservés.
Cyril Huvé a longtemps été l'assistant de Gérard Frémy au Conservatoire national supérieur de musique et de danse de Paris (CNSMDP) : il a contribué à ses côtés à la formation de pianistes tels que Cédric Tiberghien, Ferenc Vizi, Alexandre Léger, Jérôme Ducros, Daria Fadeeva, Mara Dobrescu, Julien Lepape, Nicolas Stavy…
D’abord formé par le pianiste André Krust, il a ensuite rejoint la classe de Dominique Merlet au CNSMDP, avec pour assistante Jeanine Vieuxtemps. Il avait parallèlement effectué des études de lettres classiques en khâgne et passé une licence de philosophie à l’université Paris-Nanterre. Il a créé et produit, à la fin des années 1970 et au début des années 1980, un programme d’archives de l’interprétation sur France Musique, les « Vieilles Cires », puis créé les Rencontres d’Arc-et-Senans et de Cluny, où il a invité le flûtiste Marcel Moyse, et développé des relations de travail et d’amitié avec des musiciens tels que Maurice Bourgue, André Cazalet, Hatto Beyerle, Jean Mouillère, Gérard Caussé, Thierry Caens, le Quatuor Talich, Eckart Haupt… avec lesquels il joue fréquemment en musique de chambre.
Il a apporté sa contribution à quelques textes théoriques et pratiques, traduit et préfacé en compagnie de Didier Alluard les Chemins vers la nouvelle musique d’Anton Webern (éditions Lattès) ou dialogué avec Pierre Bourdieu (in Questions de sociologie, Éditions de Minuit).
Résidant en Berry au pays de George Sand, Cyril Huvé a rassemblé sa collection de pianos historiques dans la Grange aux pianos à Chassignolles, une maison de musicien et un centre de ressources où se déroulent des séminaires de recherche sur l'interprétation, des master-classes et des concerts de musique de chambre.

## Distinctions
- Victoire de la musique 2010 pour son CD des œuvres pour piano de Mendelssohn sur piano Broadwood 1840

## Discographie
- Busoni, Œuvres pour piano : Toccata, Sonatina seconda, Elégies, Carmen fantaisie… (Erato, 1985 / Warner, 2018)
- Liszt, Intégrale des lieder. Piano Erard 1850. Avec Ernst Haefliger, ténor ; Guy de Mey, ténor ; Philippe Huttenlocher, baryton ; Donna Brown, soprano ; Gabriele Schreckenbach, mezzo-soprano (novembre 1986, Adda / Radio France) (OCLC 18872443). Laser d’Or de l’Académie du Disque français
- Schubert, Quintette « La truite » ; Hummel, Quintette opus 87 - Pianoforte Erard 1822, avec Ensemble Hausmusik : Monika Huggett, violon. Roger Chase, alto ; Richard Lester, violoncelle ; Chi-Chi Nwanoku, contrebasse (EMI 1991 / Virgin Classics)
- Chopin, 4 Scherzi ; 4 Ballades. Pianoforte Pleyel 1827 et Erard 1837 (EMI, 1992 / Warner, 2018)
- Liszt, L’Album d’un voyageur (« La Suisse »). Piano Braschoss 1835 (Euterpe / Radio Suisse romande)
- Ligeti, Trio pour violon, cor et piano - Brahms, Trio pour piano, violon et cor, opus 40. Avec André Cazalet, cor ; Guy Comentale, violon (Montaigne 1992 / IndéSENS Calliope, 2018)
- Schubert - Liszt, Le Chant du cygne, transcription intégrale. Piano Steinway 1990 (Adès 1995)
- Liszt, Intégrale des Paraphrases sur les Opéras de Verdi. Piano Erard 1850 (BNL 2001) « Choc » du Monde de la Musique.
- Beethoven, Dix sonates pour pianoforte et violon. Pianoforte Johannes Schanz 1815. Avec Jorja Fleezanis, violon (Cypres 2003)
- Mélodrames romantiques : Schumann, Schubert, Liszt. Avec Daniel Mesguich, récitant (6 novembre 2005, Éditions des femmes) (OCLC 658831855)
- Mendelssohn, Œuvres pour piano, Piano Broadwood 1840 (Paraty 2009) « Choc » de Classica, Victoire de la musique 2010.
- Liszt, Carnet d'un pèlerin (Paraty 2015) (OCLC 930798145)
- Liszt, Sonate en si mineur ; Claude Debussy, Trois préludes ; Alexandre Scriabine, Vers la flamme, Poème nocturne (2017, Evidence Classics EVCD045)